# IC 1682
IC 1682 је спирална галаксија у сазвјежђу Рибе која се налази на листи објеката дубоког неба у Индекс каталогу.
Деклинација објекта је + 33° 15' 35" а ректасцензија 1h 22m 13,4s. Привидна величина (магнитуда) објекта IC 1682 износи 13,6 а фотографска магнитуда 14,5. IC 1682 је још познат и под ознакама UGC 912, MCG 5-4-32, CGCG 502-53, ARAK 36, PGC 4983.